# Maurilia
Maurilia är ett släkte av fjärilar. Maurilia ingår i familjen trågspinnare.

## Dottertaxa tillMaurilia, i alfabetisk ordning[1]
- Maurilia albirivula
- Maurilia arcuata
- Maurilia atrirena
- Maurilia bifascia
- Maurilia bifasciata
- Maurilia bilineata
- Maurilia bisfascialis
- Maurilia busirensis
- Maurilia cervina
- Maurilia cinereofusca
- Maurilia conjuncta
- Maurilia cuneatipicta
- Maurilia dalama
- Maurilia elima
- Maurilia fortis
- Maurilia fuscopicta
- Maurilia gilva
- Maurilia griveaudi
- Maurilia heterochroa
- Maurilia iconica
- Maurilia iconicoides
- Maurilia instabilis
- Maurilia lubina
- Maurilia lubinata
- Maurilia lubinatella
- Maurilia lubinatoides
- Maurilia lubinatula
- Maurilia lunata
- Maurilia makandro
- Maurilia malgassica
- Maurilia mandraka
- Maurilia mikea
- Maurilia namiongensis
- Maurilia obscura
- Maurilia occidentalis
- Maurilia orientalis
- Maurilia pallescens
- Maurilia pallidipennis
- Maurilia phaea
- Maurilia purpurea
- Maurilia rufescentibrunnea
- Maurilia rufirena
- Maurilia sarice
- Maurilia semicircularis
- Maurilia semiferrugiena
- Maurilia semifuscata
- Maurilia signalis
- Maurilia signata
- Maurilia suffusa
- Maurilia tunicata
- Maurilia umbrata
- Maurilia undaira
- Maurilia violitincta